# Live with Me (пісня)
 Live with Me  — це пісня гурту «Massive Attack», з альбому-компіляції Collected, яка була видана окремим синглом, у березні 2006 року.

## Трек-листи
CD
1. "Live with Me"
2. "Live with Me" (альтернативна версія)
3. "False Flags"
4. "Live with Me" video

DVD
1. "Live with Me" video ("director's cut")
2. "False Flags" video
3. "Live with Me" (альтернативна версія)